# Hanno Koffler
Hanno Koffler (Berlim, 25 de março de 1980) é um ator alemão.

## Biografia
Hanno Koffler nasceu em Berlim. Quando criança, ele já interpretou papéis em peças de teatro. No ano de 1994 ele fundou a banda "Kerosin" junto com seu irmão Max Koffler. Hanno tocava bateria. A banda ganhou o segundo lugar no concurso de maior banda ao vivo do mundo "Emergenza" em 2001.
Hanno começou sua carreira no cinema em 2002, com vários papéis em filmes de cinema. Ele estudou interpretação no Max-Reinhard-Seminário em Viennauntil 2007 e ao lado de outros, ele desempenhou papéis em várias peças dirigidas por Klaus Maria Brandauer. Atualmente é membro do conjunto de Staatstheater Braunschweig, onde ele e sua família vivem.

## Filmografia

### Filmes
| Ano  | Título                                  | Papel         | Nota           |
| ---- | --------------------------------------- | ------------- | -------------- |
| 2001 | Mein lieber Herr Gesangsverein          |               | Curta-metragem |
| 2002 | REC - Kassettenjungs/ Kassettenmädch en | Björn         |                |
| 2003 | Ganz und gar                            | Micha         |                |
| 2003 | Anatomie 2                              | Willi Hauser  |                |
| 2004 | Sommersturm                             | Malte         |                |
| 2005 | Hallesche Kometen                       | Ben           |                |
| 2006 | Rabenbrüder                             | Mark Kiefer   |                |
| 2008 | Der rote Baron                          | Lehmann       |                |
| 2008 | Krabat                                  | Juro          |                |
| 2009 | Unter Strom                             | Frankie Huber |                |
| 2011 | Wer wenn nicht wir                      | Uli Ensslin   |                |
| 2011 | Eine lange Nacht                        | Hannes        | Curta-metragem |
| 2013 | Freier Fall                             | Marc Borgmann |                |
| 2014 | Coming In                               | Adrian        |                |

## Prêmios
- Filmfestival Durban, África do Sul (2008) - Melhor Performance de um Ator para A Hero's Welcome (Nacht vor Augen)[5]
- 2014 - German Film Award - Nomeado Film Award in Gold para Melhor Performance de um Ator no Elenco Principal - Freier Fall[6]